# 柏金包

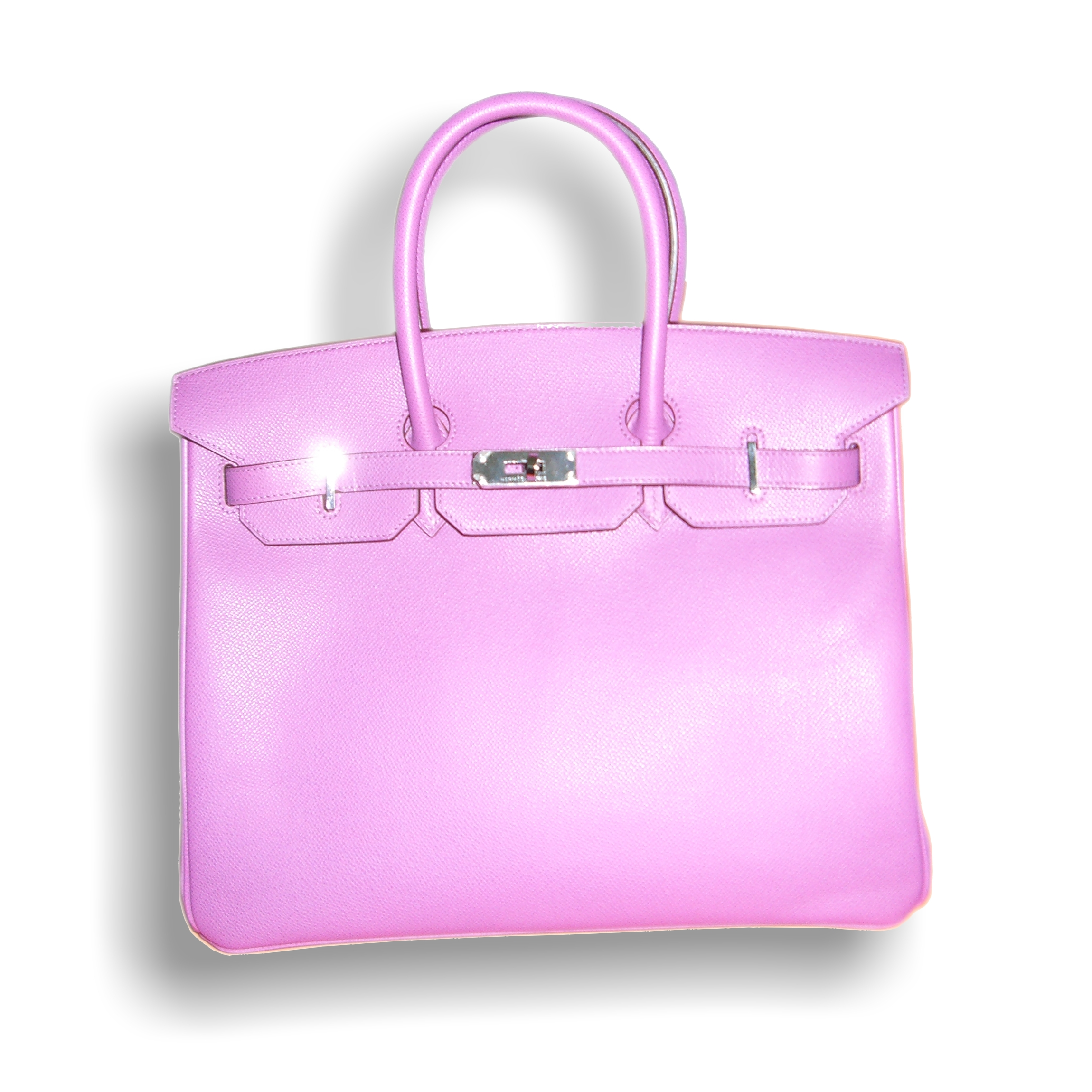
柏金手提包

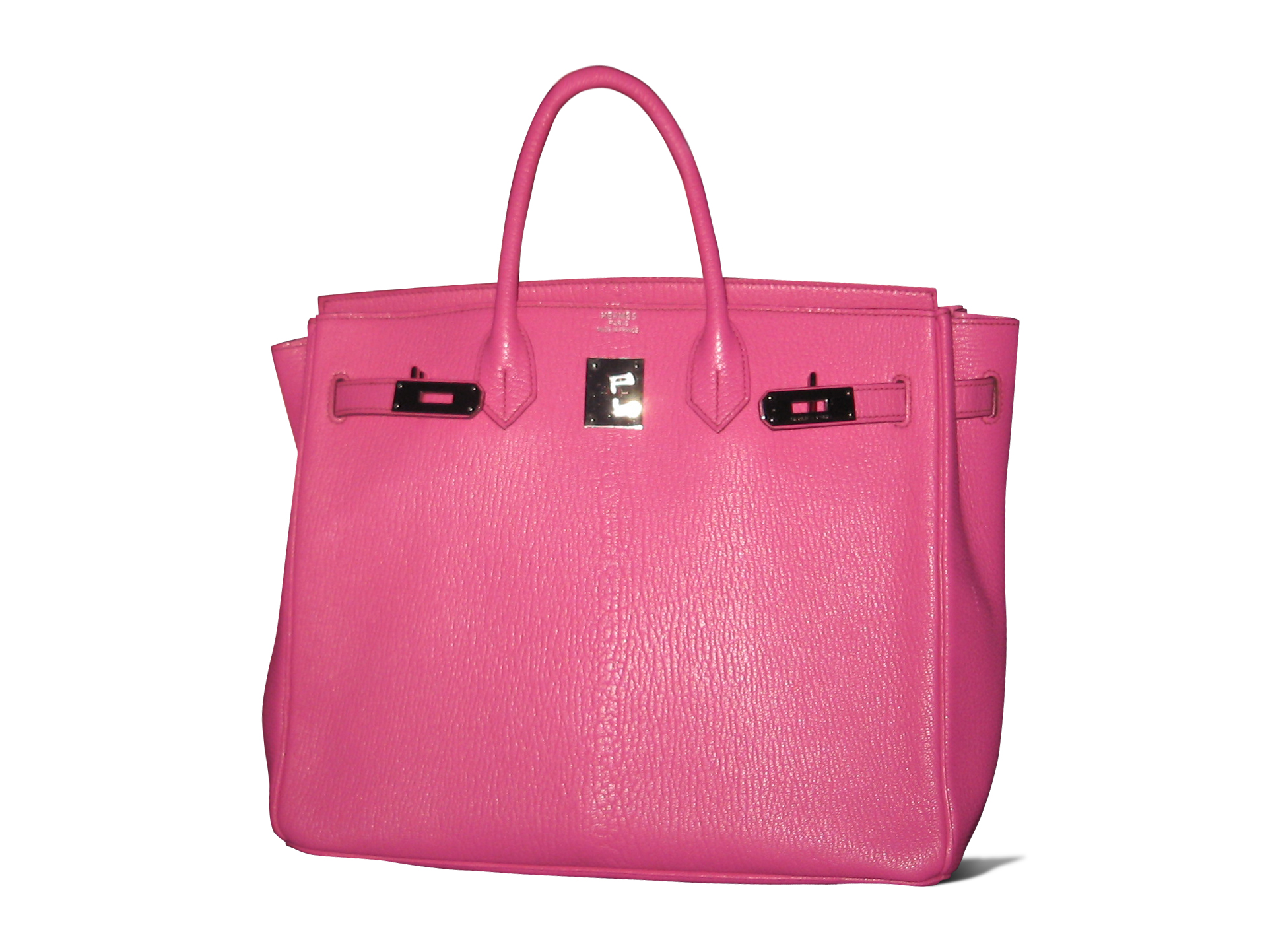
粉色的柏金包

柏金包（Birkin bag）是由生产皮革及成衣的制造商爱瑪仕（Hermès）於1984年推出的一款手提包。这款包是以长期居住在法国的英国歌手珍·柏金（Jane Birkin）命名的。

## 起源
新闻报道对于这款包的起源有很多种说法。珍·柏金在与时尚评论家Dana Thomas的交流中透露，1984年她乘坐巴黎去伦敦的班机时，正好坐在当时爱马仕的CEO Jean-Louis Dumas身边。她打开由爱马仕制作的记事本时，里面一些松脱的页面掉在了地上。Dumas在几个星期后把一个开口缝制在后面的记事本（从此时已经成为一种标准）还给了她。珍·柏金又告诉他关于自己无法找到一款合适周末使用的手提包，此后不久，一款符合她描述的手提包来到了珍·柏金的面前。

## 实用性

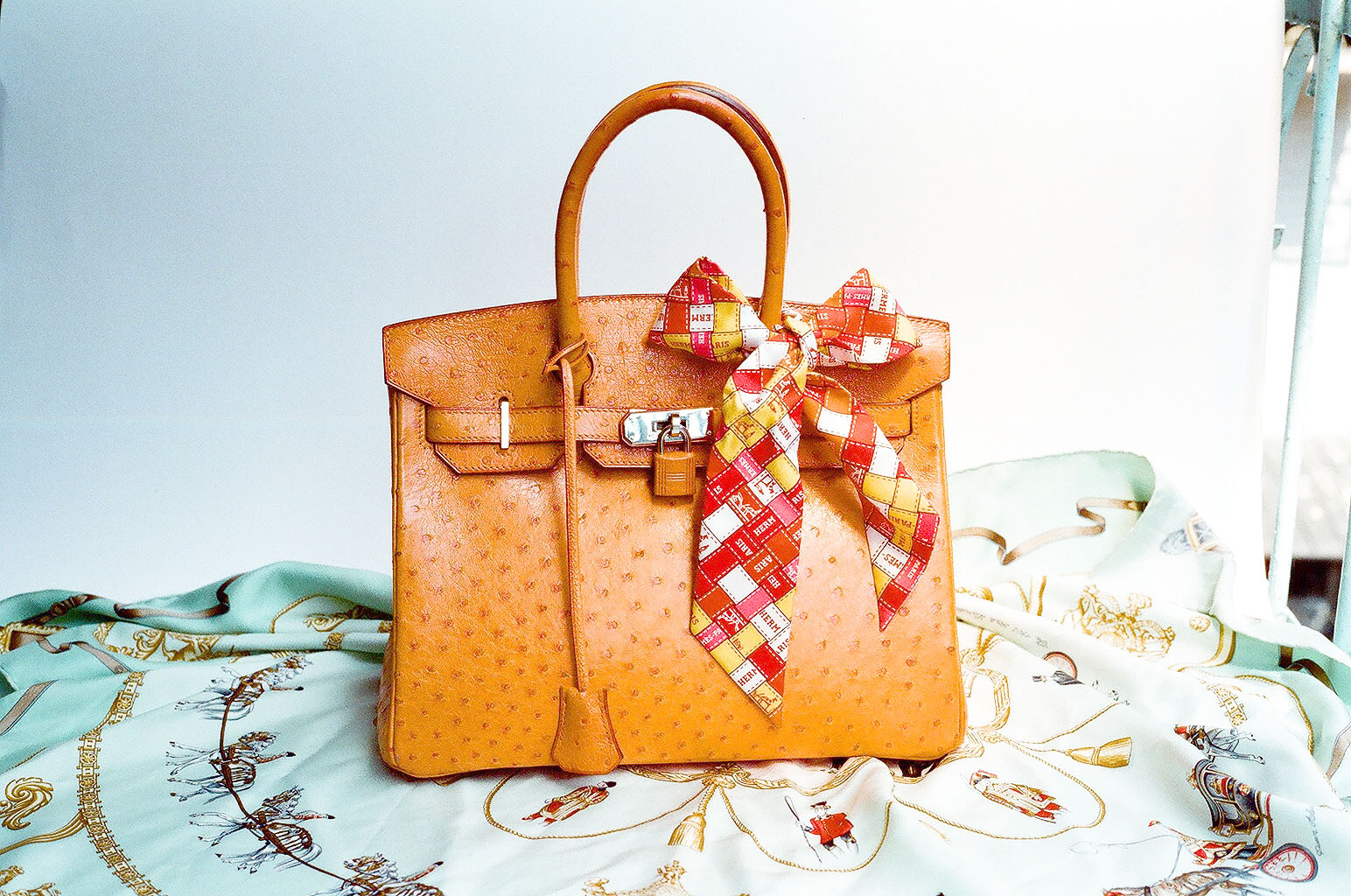
鴕鳥皮柏金包

总的来说，一款柏金包的起售价是7500美元，不包括某些国家所规定的消费税。有些时候，甚至可以高达6位数的售价，特别是一些比较稀少的动物皮所制作的产品（例如鱷魚皮、蜥蜴皮或鴕鳥皮）。事实上，购买这款包的用户已经排到了一年之后。无论如何，所有的店铺都有一个“等候列表”或者叫“预定表”，客户需要在这个列表里排队或者是通过和销售经理良好的关系，得到优先的通知。

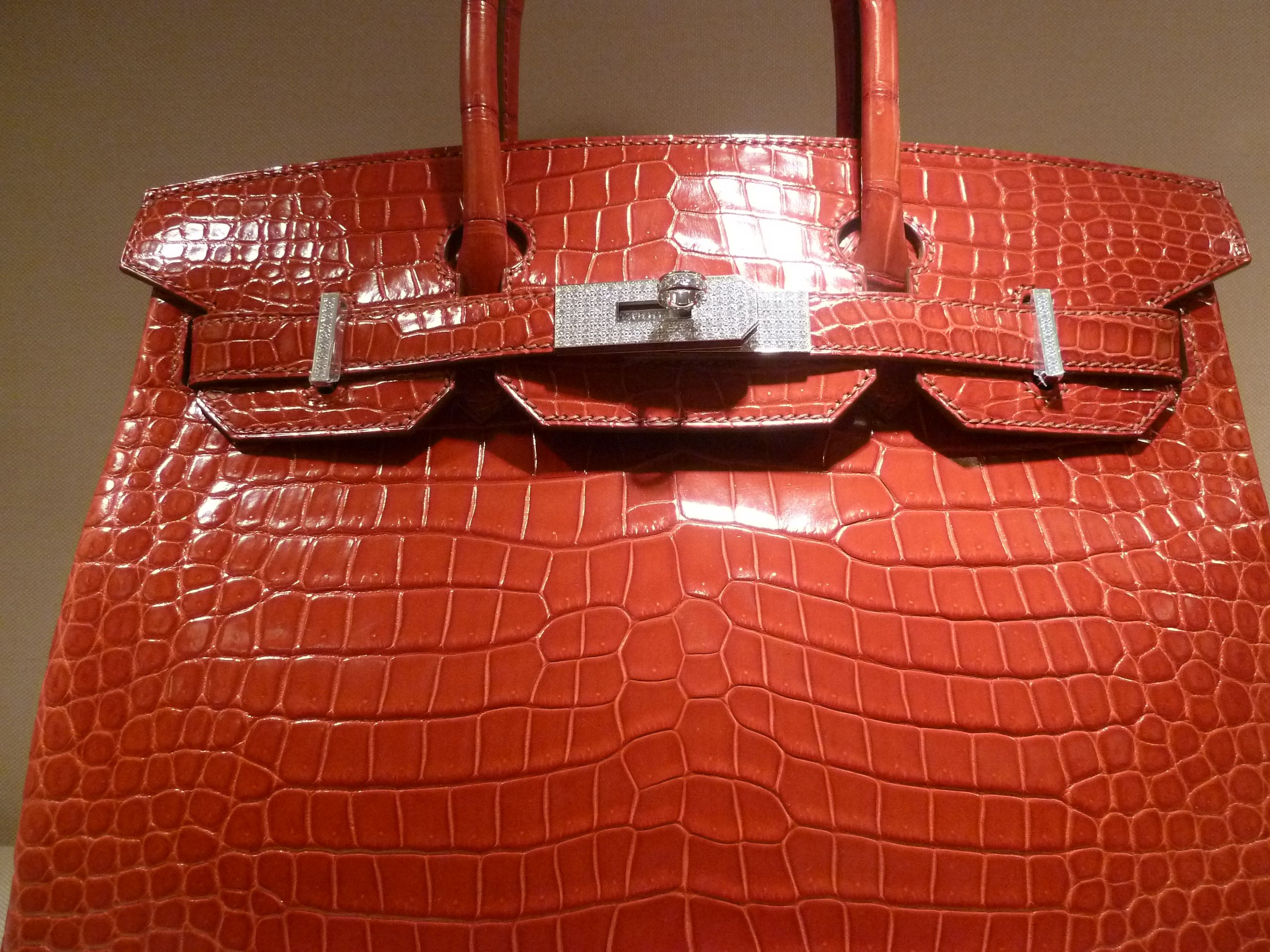
鱷魚皮柏金包

爱馬仕不在网络上零售它的手提包，但是正品的柏金包有时可以在C2C的网站上看到，比如说eBay，但是往往会比零售店内的价格高出很多。

## 等级标示
柏金包在皮包开口处藏有等级标识。
- 标识为 Λ 符号，代表皮革取自灣鳄Porosus，价格最为昂贵，鱗甲屬於軟骨、沒有明顯的氣孔紋路、鱗甲排列整齊平整，非常適合做奢華皮具。
- 标示 口 符号，代表皮革取自美洲鱷Alligator，鱗甲屬於軟骨、有氣孔紋路、鱗甲排列整齊，非常適合做奢華皮具，在愛馬仕皮件logo中會有"口"的小標記，為高售價的會員可購買的皮件。
- 标示 ··符号，代表皮革取自尼羅鱷Niloticus.鱗甲屬於軟骨有明顯的氣孔等紋路，非常適合做奢華皮具，在愛馬仕皮件logo中會有" ·· "的小標記，為高售價的皮件。
- 标示S，在MADE IN FRANCE下刻上S，则表示是折扣品。[3]

## 大众文化
柏金包是一种奢侈品文化的象征。2006年世界杯期间，英格兰队队员的妻子及女友大多使用这款手提包。
在巴黎，珍·柏金与2006年获得BCBG（法语好风格，好态度的缩写）称号，当时这款包的声望甚至远远超过她本人，她说：“现在我的女儿去非洲时，经常会被人问道‘你是不是那款包的女儿？’”
近些年，这款包经常出现在一些知名的电视剧节目中，比如《欲望都市》（Sex and the City）、《威尔与格蕾丝》（Will and Grace）。在最后一季的《黑道家族》（The Sopranos）中，Melfi博士也使用这款手提包。在《花边教主》（Gossip Girl）第一季中，凱莉·魯瑟福（Kelly Rutherford）所饰演的韦莉莉（Lily van der Woodsen）用过这款包。
比较出名的事件发生在2006年的伦敦希思罗机场，琳賽·蘿涵（Lindsay Lohan）的橙色柏金包被盗，这名歌手声称，整个包和包内的物品价值超过100万美元，这个包在很短的时间内又被找到了。
Hermes美国公司已确认取消waitlist政策，birkin可在美国门市直接买到。
被推荐在海峡时报的一项奖励，是新币一万六千元的柏金包。这会奖励予最高点数的会员当第100万人注册该CozyCot网站。

## 爭議
2015年，動保團體臥底潛入位在辛巴威以及美國德州的鱷魚養殖場，看到大批的鱷魚活生生被電擊之後，業者切斷鱷魚的頸部放血剝皮，平均要3張鱷魚皮才能做成一個20幾萬台幣起跳的愛馬仕包包。
由於製作過程太血腥，英國女歌星珍柏金（Jane Birkin）得知愛馬仕柏金包生產過程的「殘忍」之後，發出聲明表示，由於供應商取得鱷魚皮的手法太殘忍，要求愛馬仕柏金包不要再使用她的名字。
除了引起了所謂換名爭議，國際動保人士甚至在東京愛馬仕門口發起抗議活動，民眾扮成遭到宰殺的鱷魚表達不滿。

## 知名客户
每个客户都拥有多款柏金包
- （歌手）
- （歌手）
- （演员）
- 卡拉·布鲁尼（法国第一夫人）
- （模特兒）
- （歌手）
- 羅斯瑪·曼梳（馬來西亞前首相纳吉·阿都拉萨的夫人）[12][13][14]
- 金·卡戴珊（電視名人）
- 凱莉·珍娜（電視名人）
- 傑弗里·斯塔爾（網路名人）
- 蔡欣穎（新加坡名媛）[15]

## 另見
- 凯莉包
- 杨包